# Quatuor
Pour la série québécoise, voir Quatuor (série télévisée).

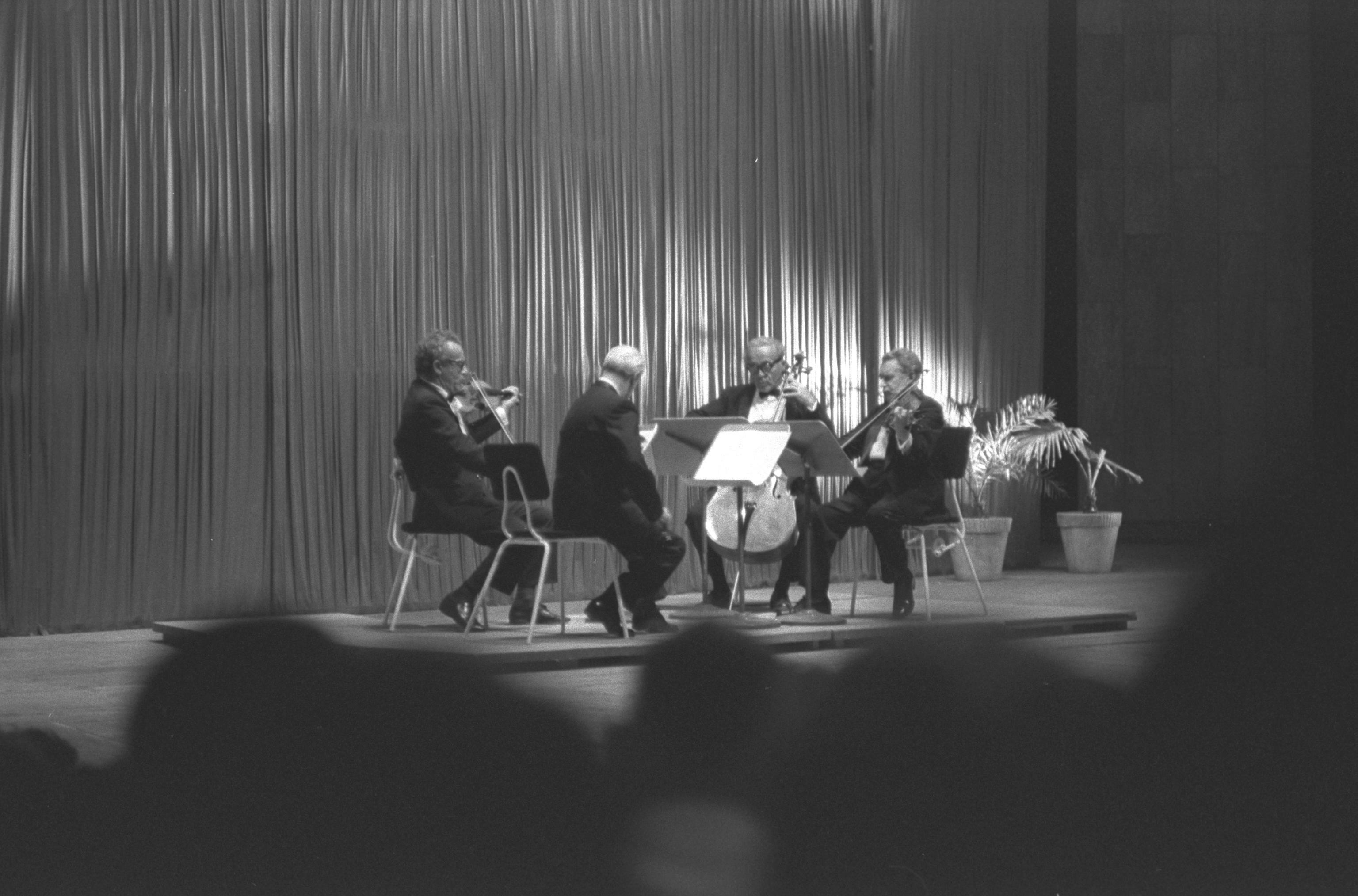
Quatuor à cordes en 1961.

En musique, un quatuor, intermédiaire entre le trio et le quintette, désigne :
- un ensemble de quatre chanteurs (quatuor vocal) ou instrumentistes ;
- une écriture musicale à quatre parties solistes, avec ou sans accompagnement ;
- une œuvre de musique de chambre pour quatre musiciens de genre et de forme très variés.

Le terme Quartettino est également utilisé par certains compositeurs.

## Ensemble musical

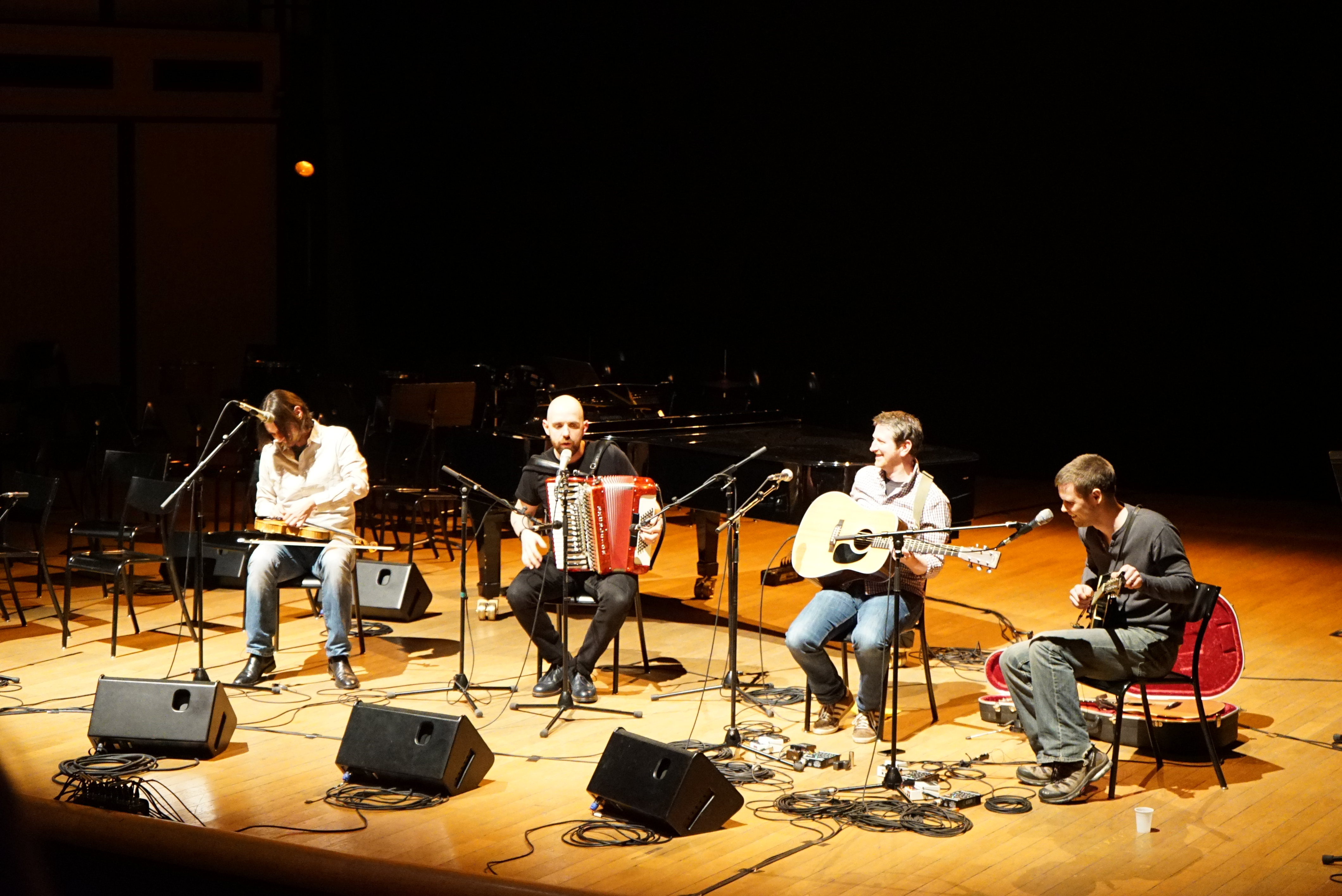
Quartet Halton.

Un quatuor (en musique classique) est tout d'abord un ensemble musical composé de quatre musiciens solistes ou de quatre groupes de musiciens, c'est-à-dire, quatre pupitres.
Dans le jazz, on parlera plus volontiers de quartette, ou sous la forme anglaise quartet. Dans le rock, on entendra rarement ces termes (par exemple, les quatre Beatles ne constituaient pas un quatuor).

## Genre musical
Un quatuor est également une pièce musicale ou bien un genre musical destiné à ce type de formation. Il désigne alors une musique destinée à être interprétée par quatre solistes, avec ou sans accompagnement.
Lorsque le terme désigne un ensemble composé de deux violons, un alto et un violoncelle, le quatuor prend alors le nom de quatuor à cordes.
Lorsque le deuxième violon d'un quatuor à cordes est remplacé, par une clarinette, une flûte, un piano — par exemple —, cette formation prend alors, respectivement, le nom de  quatuor avec clarinette, quatuor avec flûte, quatuor avec piano, etc.
De nombreux quatuors sont en fait des « sonates en quatuor », des « sonates à quatre ».
On peut également rencontrer des quatuors vocaux, comme le quatuor du troisième acte du Rigoletto de Giuseppe Verdi (quatre chanteurs et accompagnement orchestral).